# Oxyopes versicolor
Oxyopes versicolor là một loài nhện trong họ Oxyopidae.
Loài này thuộc chi Oxyopes. Oxyopes versicolor được Tord Tamerlan Teodor Thorell miêu tả năm 1887.